# Annie Finch
Annie Finch (New Rochelle, 31 de octubre de 1956) es una poeta feminista, editora, crítica, traductora e intérprete estadounidense.Su poesía es famosa por el peculiar uso del ritmo, métrica, y forma poética. Sus libros incluyen Pequeño libro de encantamientos de la bruja poeta (The Poetry Witch Little Book of Spells) y Entre las diosas (Among the Goddesses). También ha editado Choice Words: Writers on Abortion (Elecciones: Escritores sobre el aborto), la primera antología sobre el aborto.

## Biografía
En su ensayo Desks describe cómo influyó en su trabajo su madre, la poeta y artista Margaret Rockwell Finch, y su tía, la poeta, pacifista, y escritora socialista Jessie Wallace Hughan así como las ideas de su padre, profesor de filosofía y pacifista Henry L. Finch.
Annie Finch se educó en escuelas públicas, primero en Oakwood Friends School y luego en Simon's Rock Early College. Tras graduarse de la Universidad de Yale, viajó por África con el pintor Alix Bacon y vivió en el East Village de Nueva York, donde autopublicó el poema rítmico experimental La Enciclopedia de Escocia (The Encyclopedia of Scotland).
En 1985 completó una maestría en Escritura Creativa en la Universidad de Houston con el poeta y dramaturgo Ntozake Shange como su director de tesis de maestría. En 1990, obtuvo un doctorado en la Universidad de Stanford. 

## Trayectoria profesional

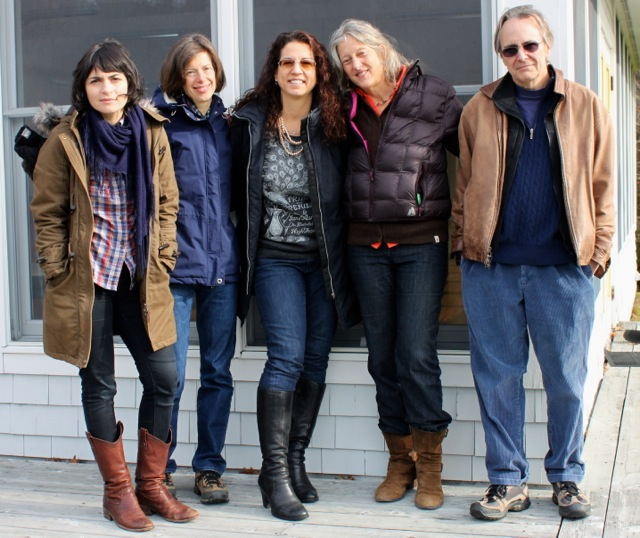
Retiro de escritura 2013, de izquierda a derecha: Sarah Braunstein, Susan Faludi, Kristen Ghodsee, Annie Finch, Pope Brock.

### Poesía
La primera colección de poesía de Finch, Eve (Story Line Press, 1997), fue finalista de la Serie Nacional de Poesía y de la Serie de Yale de Poetas Jóvenes - Calendarios (Tupelo Press, 2003), finalista de la Serie Nacional de Poesía y preseleccionada para el premio de Prólogo del Libro de Poesía del Año. Se estructura en torno a una serie de poemas escritos para la actuación para celebrar la Rueda del Año.
Su tercer libro, Among the Godesses: An Epic Libretto in Seven Dreams (Red Hen Press, 2010), que recibió el Premio Sarasvati de Poesía, es una obra híbrida que combina la estructura narrativa y dramática para contar una historia mítica sobre el aborto. La Enciclopedia de Escocia fue publicada en 2010 por Salt Publishing en el Reino Unido. Ese mismo año, Carnegie Mellon University Press reeditó Eve en la Serie de Poesía Clásica Contemporánea. Spells: New and Selected Poems (Wesleyan University Press, 2012), recoge poemas de cada uno de los libros anteriores de Finch junto con poemas inéditos.
Los poemas de Finch están recogidos en antologías como Poem-a-Day de la Academia de Poetas Americanos, Penguin Book of The Sonnet, Norton Anthology of World Poetry y Penguin Book of Twentieth-Century American Poetry. También ha realizado poemas conmemorativos, como el poema Phi Beta Kappa para la Universidad de Yale y el poema conmemorativo de los atentados del 11 de septiembre de 2001, instalado en la Catedral de San Juan el Divino de Nueva York (acompañando a la escultura conmemorativa de Meredith Bergmann). Ha escrito que parte de su vocación como poeta incluye componer ocasionalmente poesía sobre temas de importancia personal y cultural.

### Poesía y feminismo
En el prefacio a Spells: New and Selected Poems (2013), Finch escribe, "La compilación de este libro me ha llevado a apreciar lo mucho que me inspiró como poeta llegar a la mayoría de edad durante el movimiento feminista de los años 70. Leerlo me ha ayudado a entender las formas en que luché a lo largo de los años para liberarme del peso de la misoginia en mis identidades espirituales, psicológicas, intelectuales, políticas y poéticas. Mis temas están a menudo centrados en la mujer [...], estoy orgullosa de definirme como una mujer poeta."
El feminismo de Finch también es evidente en su escritura de prosa, edición y organización literaria. Su primera antología "A Formal Feeling Comes: Poemas en forma de mujeres contemporáneas" (1993) recogía poemas y ensayos de mujeres poetas contemporáneas. El "código métrico", la teoría central de su libro de crítica literaria "El fantasma de Meter"(1994), se cita en el artículo sobre "poética feminista" de Elaine Showalter en la Princeton Encyclopedia of Poetry and Poetics.
Su colección de ensayos "El cuerpo de la poesía": Essays on Women, Form, and the Poetic Self (2005) incluye escritos sobre mujeres poetas como Elizabeth Barrett Browning, Carolyn Kizer, Maxine Kumin, Audre Lorde, Lydia Sigourney, Sara Teasdale, y Phillis Wheatley, muchos basados en teoría feminista. En 1997, Finch fundó el internacional LISTSERV Discusión de Poetas de Mujeres (Wom-Po), que moderó hasta 2004 cuando pasó a ser parte de la lista Amy King.
En octubre de 2016, anticipando el movimiento #MeToo, Finch se convertía en una de las primeras víctimas de agresión sexual en el mundo literario en nombrar escritores, editores, y profesores que la habían agredido sexualmente durante su carrera.
En 2019 Annie Finch lanzó una campaña Kickstarter para recaudar fondos para la publicación de Choice Words: Writers on Abortion, que el editor, Haymarket Books, llama "la primera gran antología literaria sobre el aborto". El Kickstarter se lanzó dos días antes de que Alabama aprobara la prohibición del aborto y alcanzó su objetivo de recaudación de fondos en la primera semana. Choice Words se publicó en abril de 2020. Claire Keyes señala en Scribner's American Writers: "Una fuerte corriente en el trabajo [de Finch] es la descentralización del yo, un tema que proviene de su profunda conexión con el mundo natural y su percepción del yo como parte de la naturaleza." En una entrevista, Finch declaró: "Algunos de mis poemas son líricos, otros narrativos, algunos dramáticos y otros meditativos, pero todos están relacionados con el misterio de lo sagrado encarnado". Ella misma escribe en el prefacio de su colección Spells que considera sus poemas y versos como "hechizos" cuyo ritmo y forma invitan a los lectores a experimentar las palabras no solo en la mente sino en el cuerpo.
Finch inició un blog llamado "La bruja americana" en 2010 y ha publicado varios artículos sobre la espiritualidad centrada en la tierra en El HuffPost.

### Drama en verso, libretos de ópera, y música.
Las obras dramáticas de poesía de Finch incluyen La Enciclopedia de Escocia (1983), originalmente interpretada en una versión de libreto con música en vivo, así como Among the Goddesses (Entre las diosas): An Epic Libretto in Seven Dreams (Red Hen Press, 2010) y Wolf Song, que se estrenó en Portland, Maine's Mayo Street Arts en 2012. Ambas obras fueron producciones colaborativas que incorporaban música, danza, títeres y máscaras. Finch también ha escrito e interpretado varias obras en un género que ella llama "teatro ritual de poesía", combinando la representación de poesía multimedia con el ritual interactivo de la audiencia; estas incluyen "Five Directions", estrenada en Mayo Street Arts, Portland, Maine, en 2012 y dirigida por Alzenira Quezada, o "Winter Solstice Dreams", estrenada en Deepak Homebase, Nueva York, en 2018 y dirigida por Vera Beren.
Entre los compositores que han puesto música a los poemas de Finch se encuentran Stefania de Kennessey, Matthew Harris y Dale Trumbore. Los arreglos de Trumbore para los poemas han ganado el Premio de Compositores Emergentes del Club Glee de Yale, el Concurso de Composición Coral Gregg Smith, y otros premios. La compositora Deborah Drattell invitó a Finch a escribir el libreto de la ópera Marina, basado en la vida de la poetisa Marina Tsvetaeva; producido por American Opera Projects en 2003, dirigido por Anne Bogart y cantada por Lauren Flanigan.

### Prosodia y Crítica Literaria
En 1993 Finch publicó el libro El Fantasma de Metro: Cultura y prosodia en usos de verso libre americanos, prosodia y teoría postmoderna y feminista para explorar la semiótica del metro en poesía de verso libre por Walt Whitman, Emily Dickinson, Stephen Crane, T.S. Eliot, Audre Lorde, y otros poetas. En diálogo con el trabajo de Roland Barthes y John Hollander, Finch desarrolló su teoría sobre la métrica. La colección de ensayos El Cuerpo de Poesía explora temas de poética feminista y la forma poética, y lecturas de poetas que incluyen a Sara Teasdale, Phillis Wheatley, Elizabeth Barrett Browning, Marilyn Hacker, y John Peck. Las antologías editadas o coeditadas de poesía de Finch incluyen: A Formal Feeling Comes: Poems in Form by Contemporary Women, An Exaltation of Forms: Contemporary Poets on the Diversity of Their Art, Villanelles, y Measure for Measure: An Anthology of Poetic Meters. También es autora de un libro de texto de poesía, A Poet's Craft: Una guía completa para hacer y compartir tu poesía.
En una época en que Emily Dickinson era la única mujer poeta del siglo XIX que recibía atención crítica, el artículo de Finch de 1987 "La poetisa sentimental en el mundo: Metáfora y subjetividad en la poesía de la naturaleza de Lydia Sigourney" se acercó a Sigourney a través de teorías postmodernas del yo poético. Esto llevó a un encargo de un ensayo posterior sobre Sigourney "Lydia Sigourney: Ensayos críticos y puntos de vista culturales" (2018), que también incluía el poema elogiado de Finch para Sigourney. En la colección de ensayos "El cuerpo de la poesía: Ensayos sobre la mujer, la forma y el yo poético", Finch discute sus ideas sobre la "poética de la poetisa" en términos más amplios.

### Traducción
Tradujo del francés la poesía de Louise Labé, que publicó Chicago University Press, con el reconocimiento de la Sociedad para el Estudio de la Mujer en la Historia Moderna y que se recoge en la Antología Norton de Literatura Mundial. Su obra Spells (Hechizos) incluye traducciones del ruso, el griego clásico y el anglosajón. En el prólogo a la obra, Finch argumenta que cualidades intrínsecas a los poemas originales como la rima y la métrica son básicas en su proceso de traducción. 

### Enseñanza
Finch empezó como profesora asociada en la Universidad de Houston para más adelante compartir asignatura con Adrienne Rich en la Universidad de Stanford. Ha colaborado en las facultades de escritura creativa y literatura de universidades como New College of California, Universidad de Northern Iowa, Universidad de Miami (Ohio), y la Universidad del sur de Maine, donde fue directora del programa de maestría en Stonecoast. Ha formado en múltiples talleres, conferencias y centros literarios.

## Premios y reconocimientos
- 2012 Premio Sarasvati de Poesía de la Asociación para el Estudio de Mujeres y Mitología, para Entre las Diosas
- 2009 Premio Robert Fitzgerald
- 2008 Beca del Black Earth Institute
- 2006 Mención con honores en el ámbito de los estudios de la mujer de la Sociedad para el Estudio de la Mujer en la Historia Moderna por su traducción de Poesía Completa de Louise Labe
- 2005 Premio Alumni, Programa de Escritura Creativa de la Universidad de Houston.
- 1993 Beca Nicholas Roerich , Conferencia de Escritores Wesleyan
- 1989 Beca de posgrado, Facultad de Humanidades de Stanford
- 1979 Premio Chauncey Brewster Tinker, Universidad de Yale.

## Obras

### Poesía
- Spells: New and Selected Poems. Wesleyan University Press, 2012.

- Among the Goddesses: An Epic Libretto in Seven Dreams Red Hen Press, 2010.
- Calendars. Tupelo Press, 2003.
- Eve. Story Line Press. 1997.
- The Encyclopedia of Scotland. Caribou Press, 1982; Cambridge: Salt Publishing, 2005.

### Traducción
- Poesía Completa y Prosa de Louise Labé: edición bilingüe. Chicago: University of Chicago Press, 2006.

### Libretos de ópera
- Marina. Proyectos de Ópera americana, DR.2 Teatro, Nueva York, 2003.

### Ensayo
- La oreja de un Poeta: Un Manual de Metro y Forma. Ann Cenador: Universidad de Prensa de Míchigan, 2013.
- El oficio de un Poeta: Una Guía Comprensible a Hacer y Shaping Vuestros Poemas. Ann Cenador: Universidad de Prensa de Míchigan, 2012.
- El Cuerpo de Poesía: Ensayos en Mujeres, Forma, y el Poético Self. Poetas encima Serie de Poesía, Ann Cenador: Universidad de Prensa de Míchigan, 2005.
- El Fantasma de Metro: Cultura y Prosodia en Verso Libre americano. Ann Cenador: Universidad de Prensa de Míchigan, 1993. Paperback Edición con prefacio nuevo, 2001.

### Libros editados y co-editados
- Choice Words: Writers on Abortion. Chicago, Il: Haymarket Books, 2020.

- A Formal Feeling Comes: Poems in Form by Contemporary Women. Brownsville, OR: Story Line Press, 1994. Reedición, Textos Books, 2007.
- After New Formalism: Poets on Form, Narrative, and Tradition. Brownsville, OR: Story Line Press, 1999.
- Measure for Measure: An Anthology of Poetic Meters. With Alexandra Oliver. Random House: Everymans Library, 2015.
- Villanelles. With Marie-Elizabeth Mali. Random House: Everymans Library, 2012.
- Multiformalisms: Postmodern Poetics of Form. Con Susan Schultz. Textos Books, 2008.
- Lofty Dogmas: Poets on Poetics. Con Maxine Kumin y Deborah Brown. University of Arkansas Press, 2005.
- An Exaltation of Forms: Contemporary Poets Celebrate the Diversity of Their Art. Con Katherine Varnes. University of Michigan Press, 2002.
- Carolyn Kizer: Perspectives on Her Life and Work. Con Johanna Keller y Candace McClelland. CavanKerry Press, 2000.